# Витебский завод тракторных запчастей
ОАО «Витебский завод тракторных запасных частей» (ОАО «ВЗТЗЧ»; бел. ААТ «Віцебскі завод трактарных запасных частак») — белорусская компания, расположенная в Витебске. Входит в холдинг «МТЗ-ХОЛДИНГ».

## История
Завод тракторных запчастей был создан в 1960 году на базе авторемонтного завода, существовавшего с 1944 года. Первоначально входил в состав Управления запасных частей и ремонтных предприятий Совета народного хозяйства Белорусской ССР. 1 января 1962 года завод стал филиалом Минского тракторного завода. В 1976—1987 годах была проведена реконструкция предприятия, построены новые производственный и административно-бытовой корпуса. В 1994 году завод преобразован в самостоятельное предприятие, оставшись в составе производственного объединения «МТЗ». В 2000—2001 годах завод преобразован в республиканское унитарное предприятие, в 2012 году — в открытое акционерное общество. В 2014 году завод вошёл в холдинг «МТЗ» (бывшее ПО «МТЗ»).

## Современное состояние
Завод производит запчасти и комплектующие узлы для тракторов «Беларус» Минского тракторного завода: компоненты колёс и ступиц, коробки передач, тормозных систем, рулевого управления, рамы, передней оси, переднего моста, навески, сцепления, кабины, отбора мощности, раздаточной коробки, а также универсальные сцепки для мотоблоков и хозяйственный инструмент. При заводе функционирует технический центр обслуживания тракторов.